# Zabagnie (powiat łosicki)
Zabagnie – kolonia w Polsce położona w województwie mazowieckim, w powiecie łosickim, w gminie Stara Kornica. 
W latach 1975–1998 miejscowość należała administracyjnie do województwa bialskopodlaskiego.